# Stonesfield
Stonesfield is een civil parish in het bestuurlijke gebied West Oxfordshire, in het Engelse graafschap Oxfordshire met 1527 inwoners.